# Hanzala ibn Abi Amir
Ḥanẓala ibn Abī ʿĀmir, detto Ghāsil al-malāʾika (in arabo ﺣﻨﻈﻠـة ﺑﻦ ﺍﺑﻲ ﻋﺎﻣﺮ‎?; fl. VII secolo), è stato un Compagno medinese del profeta musulmano Maometto.
Figlio di un monaco cristiano, fu tra i primi Ansar a convertirsi.

Prese parte alla Battaglia di Badr e a quella di Uhud dove, cercando di uccidere Abu Sufyan, rimase invece ucciso lui stesso, non sappiamo se dallo stesso 'sayyid dei Banu 'Abd Shams o da un altro pagano.
Era andato al combattimento dopo aver trascorso la sua prima notte di nozze con la moglie ed era quindi in stato d'impurità rituale (che interviene, tra le altre cose, dopo i rapporti sessuali). Maometto assicurò però ai sopravvissuti alla battaglia che egli era caduto mentre esercitava il jihād e che - anche se automaticamente Allah avrebbe garantito il premio del Paradiso al caduto - al lavacro purificatorio avevano provveduto direttamente gli angeli sul campo di battaglia. 

Da qui il suo soprannome di Ghāsil al-malāʾika (in arabo ﻏﺎﺳﻞ الملائكة‎?), che letteralmente significa "Colui che è stato purificato tramite il ghusl da parte degli angeli".